# Gunther (Vorname)

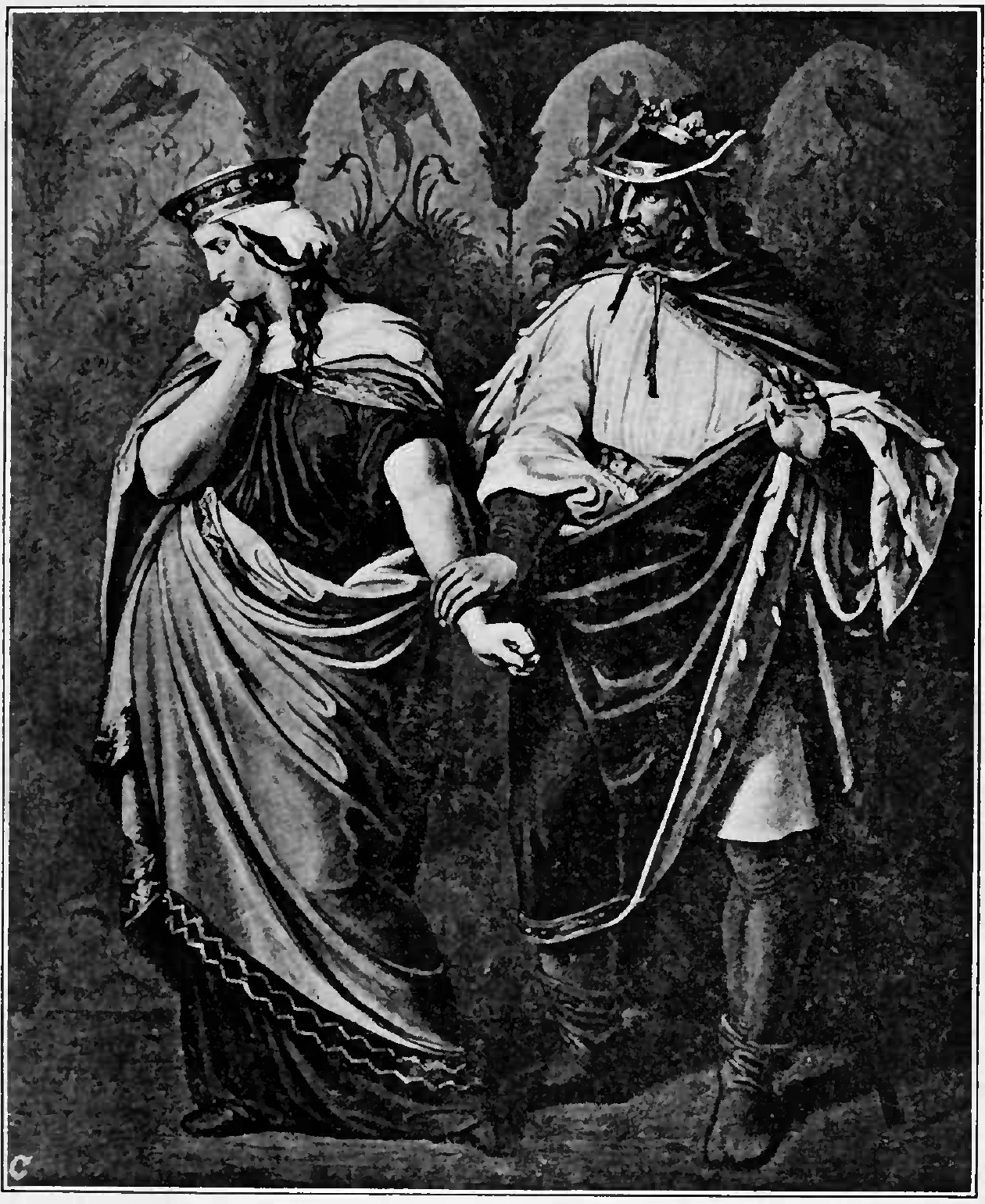
Gunther und Brünhild, um 1914

Gunther bzw. Gunter ist ein männlicher Vorname.

## Herkunft und Bedeutung
Der Name stammt aus dem Althochdeutschen und setzt sich aus den Teilen gund ‚Kampf‘ und heri ‚Heer‘ zusammen.
Die erste Silbe findet sich auch in Namen wie Guntram, Gundaker, Gundula, die beliebte «her»-Bildung etwa bei Walter, Werner und zahlreichen anderen Namen.
Der Burgunderkönig Gundahar (auch überliefert als Gundohar, Gundihar und Guntiar) wird nach 400 vom römischen Geschichtsschreiber Olympiodoros von Theben erstmals als Gundaharius erwähnt. In den schriftlich festgehaltenen Burgunderrechtsammlungen lex burgundionum (9. Jahrhundert) und lex romana burgundionum (7. Jahrhundert) wird Gundahar als einer der Burgunderkönige erwähnt. Die reale Person Gundahar diente in den darauf folgenden Jahrhunderten als Vorlage für die fiktive Figur des Gunther in der Nibelungensage und den davon abstammenden Geschichten und mündlichen Überlieferungen.
Im mittelhochdeutschen Heldenepos, der Nibelungensage, ist der Burgunderkönig Gunther eine der Hauptfiguren. Die Nibelungensage ist im germanischen Heldenalter in der ersten Hälfte des 5. Jahrhunderts angesiedelt. Eine erste schriftliche Überlieferung des Heldenepos ist das Nibelungenlied aus dem 13. Jahrhundert. Der Kern der Nibelungensage wird in weiteren Dichtungen und Heldensagen auch im germanischen und skandinavischen Raum aufgegriffen. Es finden sich Varianten des Namens Gunther für abgewandelte Charaktere (Familienkonstellation, Frankenkönig) in dem Atli-Lied, in den Edda Liedern, in den Färöischen Sigurdliedern, in der Dietrich-Sage, in der Völsunga-Saga und im Walthari-Lied wieder. Im Waltharius ist Gunther ein Franken-König, der mit seinen zwölf Recken gegen Walther von Aquitanien antritt.
Beim Komponisten Richard Wagner ist Gunther eine Gestalt in der Oper Götterdämmerung (Teil 4 des Zyklus Der Ring des Nibelungen, uraufgeführt 1876).
Bereits im Mittelalter waren der Name Gunther und seine Nebenformen im deutschen Sprachgebrauch vertreten.

## Varianten
- althochdeutsch Gunthar, Guntherus, Guntheri
- altnordisch: Gunnarr
- mittelhochdeutsch Gunthêr, Guntêr, Gunthêre[1]
- burgundisch, ostgermanisch Gundahar, Gundohar, Gundihar, Guntiar
- lateinisch Gundaharius, Gundahari, Gundicharius
- italienisch Guntero
- deutsch Gunther, Gunter, Günther, Günter
- nordisch Gunnar, Gunar, Gunner, Gunder
- lettisch Ginters, Guntars, Gunārs
- französisch Gonthier
- anglisiert englisch Guenther, Guenter, Gunther, Gunter, Gynther, Ginther, Ginter
- tschechisch Vintíř
- polnisch Ginter
- griechisch Gyntiarios

Verniedlichungen: Gunzelin, Guenzelin, Günzelin, Günzel, Ginzel, Guencelin, Güncelin, Günne, Günni, Günti
Häufige Verschmelzungsbildung ist etwa Hans-Günter (selten auch Hans-Gunter).
Auch im Familiennamensgut ist der Name häufig, meist patronymische Namensbildung, neben Gunther, Günther (Familienname) und den obengenannten Formen auch:
- Günthner, Güntner – oberdeutsche Lehnsmannsbildung ‚der zum Gunter gehört‘
- Günthör

## Namenstage
Namenstag im katholischen Kalender
- 8. Oktober: Gunther von Regensburg, Bischof, Mönch und Seelsorger zu Sankt Emmeram; † 8. Oktober 942.
- 9. Oktober: Gunther von Niederaltaich/Thüringen, Heiliger, Mönch und Einsiedler, † 9. Oktober 1045.

Evangelischer Namenkalender
- 28. November: Gunther von Melk, Sohn Herzogs Tassilo III. von Bayern; † 775.

## Bekannte Namensträger (diverse Schreibweisen)

### Einname (Rufname)
- Gundahar († 436), Anführer der Burgunden
- Gunther von Merseburg (vor 949 – 982), deutscher Markgraf von Meißen und Merseburg
- Gunther von Andlau († 1170), von 1141 bis 1170 Abt im Kloster St. Blasien im Südschwarzwald
- Gunther von Bamberg († 1065), Kanzler Kaiser Heinrichs IV., Bischof von Bamberg
- Gunther von Meißen († 1025), Erzbischof von Salzburg
- Gunther von Niederalteich, auch Gunther von Thüringen († 1045), Benediktiner und Klostergründer, Heiliger
- Gunther von Pairis (um 1150 – um 1220), Mönch und Historiker
- Gunther von Wüllersleben († 1252), 8. Hochmeister des Deutschen Ordens

### Vorname
A
- Gunter Arentzen (* 1972), deutscher Schriftsteller

B
- Gunther Baumann (Fußballspieler) (1921–1998), deutscher Fußballspieler und -trainer
- Gunther Baumann (Autor) (* 1952), deutscher Journalist und Autor
- Gunter Berger (1943–2015), deutscher Schauspieler
- Gunther Beth (* 1945), deutscher Schauspieler, Regisseur und Theaterautor
- Gunter Böhmer (1911–1986), deutscher Maler

D
- Gunter Demnig (* 1947), deutscher Künstler
- Gunter Desch (* 1937), ehemaliger Inspekteur des Sanitäts- und Gesundheitswesens der Bundeswehr
- Gunter Dueck (* 1951), deutscher Mathematiker

E
- Gunther Emmerlich (1944–2023), deutscher Sänger und Moderator
- Gunther Erdmann (1939–1996), deutscher Komponist

G
- Gunter Gabriel (1942–2017), eigentl. Günther Caspelherr, deutscher Sänger, Komponist und Texter
- Gunter Gebauer (* 1944), deutscher Philosoph
- Gunter Gerlach (* 1941), deutscher Schriftsteller
- Gunther Gottlieb (* 1935), deutscher Althistoriker
- Gunther Martin Göttsche (* 1953), deutscher Kirchenmusiker und Komponist

H
- Gunther von Hagens (* 1945), deutscher Anatom und Erfinder der Plastination
- Gunter Halm (* 1940), Minister für Leichtindustrie der DDR
- Gunter Hampel (* 1937), deutscher Jazzmusiker
- Gunter Hanfgarn (* 1959), deutscher Filmproduzent und Regisseur
- Gunther Hatzsch (* 1941), deutscher Politiker
- Gunter Haug (* 1955), deutscher Schriftsteller
- Gunter Heise (* 1951), deutscher Unternehmer
- Gunther Hellmann (* 1960), deutscher Politikwissenschaftler
- Gunter Henn (* 1947), deutscher Architekt
- Gunter Huonker (1937–2021), deutscher Politiker (SPD)

K
- Gunther Karsten (* 1961), deutscher Gedächtnissportler
- Gunter Kennel (* 1961), deutscher Kirchenmusiker
- Gunter Krää (* 1948), deutscher Regisseur und Autor
- Gunther Krichbaum (* 1964), deutscher Politiker

L
- Gunter Lange (* 1939), deutscher Generalmajor, Pilot und Verteidigungsattaché
- Gunter Lange (* 1949), deutscher Gewerkschafter und Historiker

M
- Gunter Mackinger (* 1956), österreichischer Experte für das Eisenbahnwesen
- Gunther Mai (* 1949), deutscher Historiker und Hochschullehrer
- Gunther Metz (* 1967), deutscher Fußballspieler
- Gunther Moll (* 1957), deutscher Psychiater, Hochschullehrer, Politiker und Autor
- Gunter Mulack (1943–2023), deutscher Diplomat

N
- Gunther Neuhaus (1953–2021), österreichischer Biologe und Hochschullehrer
- Gunther Nogge (* 1942), deutscher Zoologe

O
- Gunther Oschmann (* 1940), deutscher Medienunternehmer

P
- Gunther Philipp (1918–2003), österreichischer Filmschauspieler
- Gunter A. Pilz (* 1944), deutscher Sportwissenschaftler
- Gunter Pleuger (* 1941), deutscher Diplomat
- Gunther Plüschow (1886–1931), deutscher Pilot und Offizier
- Gunter Preuß (1940–2025), deutscher Schriftsteller

R
- Gunter Rambow (* 1938), deutscher Grafikdesigner
- Gunther Rost (* 1974), deutscher Organist
- Gunther E. Rothenberg (1923–2004), deutsch-US-amerikanischer Historiker und Hochschullehrer
- Gunter Runkel (1946–2020), deutscher Soziologe, Sexualwissenschaftler und Hochschullehrer

S
- Gunter Sachs (1932–2011), eigentl. Fritz Gunter Sachs, deutscher Fotograf, Dokumentarfilmer und Kunstsammler
- Gunther Schepens (* 1973), belgischer Fußballspieler
- Gunter Schmidt (Sexualwissenschaftler) (* 1938), deutscher Sexualwissenschaftler
- Gunter Schmidt (Politiker) (* 1954), deutscher Politiker (DBD, CDU)
- Gunter Schmidt (* 1958), deutscher Kabarettist, siehe Herrchens Frauchen
- Gunter Schmidt-Riedig (* 1943), deutscher Holzbildhauer
- Gunther Schmidt (Basketballtrainer) (* 1935), deutscher Basketballtrainer und -funktionär
- Gunther Schmidt (Mathematiker) (* 1939), deutscher Mathematiker und Informatiker
- Gunther Schmidt (Mediziner) (* 1945), deutscher Psychotherapeut
- Gunther Schmäche (* 1943), Comedyfigur, dargestellt von Jan Schlegel, deutscher Sänger und Moderator
- Gunter Schoß (* 1940), deutscher Schauspieler
- Gunter Spieß (* 1964), deutscher Schachspieler
- Gunther Schuller (1925–2015), US-amerikanischer Hornist, Komponist und Musikwissenschaftler
- Gunter Steinbach (1938–2002), deutscher Sachbuchautor
- Gunther Stilling (1943–2024), deutscher Bildhauer

T
- Gunter Thielen (* 1942), deutscher Manager
- Gunther Tiersch (* 1954), deutscher Meteorologe und Ruderer

W
- Gunter Weiß (* 1946), deutscher Mathematiker
- Gunter Weißgerber (* 1955), deutscher Politiker (SPD)
- Gunther Wolf (Historiker) (* 1930), deutscher Historiker
- Gunther Wolf (Unternehmer) (* 1964), deutscher Unternehmer und Unternehmensberater